# Bafra
Bafra est une ville et un district de la province de Samsun dans la région de la mer Noire en Turquie.

## Géographie
La ville est située près de l'embouchure du Kızılırmak, à 45 km au nord-ouest de Samsun et à 315 km au nord-est d'Ankara.

## Personnalités liées
- Kégham Atmadjian (1901 à Bafra - 1940), poète, écrivain et essayiste.
- Marie Atmadjian (1913 à Bafra - 1999 à Paris), poétesse.
- Gökhan Gönül (né en 1985 à Bafra), footballeur.